# 戦神 -いくさがみ-
『戦神』（いくさがみ）は、元気から2005年11月24日に発売されたPlayStation 2用の群れぶった斬りアクションゲーム。戦国時代を舞台にしている。膨大な数の敵が出てくるのが特徴であり、一度に最大65,535体の敵が登場する。キャラクターデザインは髙橋ツトムが手がけている。

## ストーリー
時は戦国。復活した古の魔物たちを倒すため、主人公・犬神は建御名方命より魔物退治に派遣される。

## 主な登場人物
犬神
主人公。建御名方命の化身として、魔物を封印するために戦う。
八坂 葵（やさか あおい）
声：柚木涼香
犬神と共に旅をする巫女。
織田信長
声：土田大
神託
声：土田大
明智光秀
声：緑川光
木下藤吉郎（羽柴秀吉）
声：梅津秀行
上杉謙信
声：安井邦彦
武田信玄
声：広瀬正志
武田勝頼
声：宇垣秀成
徳川家康
声：桜井敏治
斉藤道三
声：飯塚昭三
足利義輝
声：藤原啓治

## 主題歌
オープニングテーマ「戦神〜ikusagami〜」
作曲：若井望 / 編曲：太田岳夫 / 歌：都音
エンディングテーマ「calling」
作詞・歌：米倉千尋 / 作曲：若井望 / 編曲：太田岳夫